# Gerhart Eisler
Gerhart Eisler (Lipcse, 1897. február 20. – Jereván, 1968. március 21.) német politikus és újságíró.
Édesapja osztrák nemzetiségű zsidó volt. Húga után csatlakozott az Osztrák Kommunista Pártba, majd 1920-ban Berlinbe is követte.
A náci hatalomátvétel után a Szovjetunióba menekült. Miután 1968-ban Jerevánban meghalt egy hivatalos látogatás során, az NDK-ban számos iskolát és utcát neveztek el róla.
Hírszerző is volt.